# NGC 1574
NGC 1574 é uma galáxia elíptica (E/S0) localizada na direcção da constelação de Reticulum. Possui uma declinação de -56° 58' 28" e uma ascensão recta de 4 horas, 21 minutos e 58,6 segundos.
A galáxia NGC 1574 foi descoberta em 4 de Dezembro de 1834 por John Herschel.